# Fañabé
Fañabé es una entidad de población del municipio de Adeje, en el sur de la isla de Tenerife (Canarias, España).

## Toponimia
Fañabé es un término de procedencia guanche.

## Características
Está situado a unos 5 kilómetros de la capital municipal, a una altitud media de 180 m s. n. m.
Se ubica al pie de Morro Grueso, junto al barranco del Agua; hacia el noreste queda una amplia plataforma formada por materiales de depósito que proceden de los vecinos Roque del Conde y lomo del Cardón. Estos materiales tienen continuidad hacia la costa, en la que confluyen las tobas del hidrovolcán de la Caldera del Rey con los depósitos por la erosión. La disponibilidad de abundantes suelos y una amplia zona llana posibilitó la transformación en un corto periodo de tiempo en una amplia superficie de eriales en regadío, al llegar las aguas del Canal del Sur en los años cincuenta.
Está formado por los núcleos poblacionales de Fañabé y Miraverde, así como por viviendas en diseminado.
Fañabé cuenta con el Centro de Educación Infantil y Primaria Fañabé, el Colegio Costa Adeje (un colegio privado, también llamado colegio alemán), la iglesia parroquial de Ntra. Sra. del Campo, con un tanatorio municipal, plazas públicas y parques infantiles, un parque público, un centro cultural, un campo de fútbol, con el polideportivo municipal Pablo F. Larrate, un circuito de kars, centros comerciales, farmacia, gasolinera, comisaría de la Policía local, sede de Protección Civil y parque de bomberos. Aquí se encuentran además el depósito municipal de vehículos y un helipuerto.
Parte de la superficie de la localidad se incluye en el espacio natural protegido de la Reserva natural especial del Barranco del Infierno.

## Historia
Los terrenos donde se asienta actualmente el núcleo, pertenecían a un solo propietario, ubicándose aquí la mayor finca de plataneras del archipiélago, con más de 225 hectáreas. Esta explotación se dedicó en un primer momento al cultivo de tomateros para pasar posteriormente a la platanera. La empresa propietaria de la finca construyó una barriada de viviendas para los trabajadores, naciendo así la localidad.
En el Callao de Fañabé han aparecido restos fósiles de la tortuga gigante de Tenerife (Centrochelys burchardi). Se trata de una tortuga gigante prehistórica que habitó la isla en el Mioceno y tenía un tamaño similar a las tortugas de las Islas Galápagos.

## Demografía
El crecimiento de la población de la entidad ha sido muy alto en corto periodo de tiempo, alcanzando los 841 habitantes en 1981.